# Cornwallis (Manitoba)
Cornwallis es un municipio rural canadiense situado en la provincia de Manitoba.

## Superficie
Cornwallis tiene una superficie de 500,51 km².

## Demografía
En 2021, tenía 4568 habitantes, una densidad poblacional de 9,1 hab./km², y 1850 viviendas.